# Église Saint-Jean-l'Évangéliste de Civry-sur-Serein
Pour les articles homonymes, voir église Saint-Jean-l'Évangéliste.
L'église de Civry-sur-Serein est une église située dans le village de Civry-sur-Serein, commune de Massangis, en France.

## Localisation
L'église est située dans le département français de l'Yonne, dans le village de Civry-sur-Serein, sur la commune de Massangis.

## Historique
L'édifice est classé au titre des monuments historiques en 1908.